# Romániai zsinatpresbiteri evangélikus egyházkerület
A Romániai zsinatpresbyteri evangélikus egyházkerület a Magyarországtól Romániához csatolt területnek Királyhágón inneni részében fekvő egyházak nagy többségéből, valamint az 1886 óta létező brassói magyar ev. egyházmegyéből eredetileg „erdélybánáti ág. h. ev. egyházkerület” gyanánt 1920. ápr. 11-én keletkezett és 1921. júl. 6-án és következő napjain zsinatot is tartott Kolozsvárt. 
E város ev. egyháza ugyanis több magyar ajkú erdélyi egyház társaságában hajlandóságot érzett a szász egyházkerületből való kiválásra és együtt egy kolozsvári magyar egyházmegye szervezésére, de azért utoljára is nélkülük kellett megalakulnia az új kerületnek. Miután a kolozsvári zsinatot és az ott elfogadott egyházalkotmányt érvénytelennek mondta ki az államhatalom, egy, Hosszúfaluban 1922. szept. 27–28-án tartott zsinaton megint tárgyalni kellett az egyházalkotmányt, úgyszintén az alakulás kérdését is. Még ez utóbbira is csak 1926 végén kapták meg az engedélyt, mire 1927 elején püspökké Frint Lajos aradi esperes-lelkészt, felügyelővé pedig br. Ambrózy Andort választotta meg a kerület. Egyházainak száma, ami az eredeti kilátások szerint a tervbe vett kolozsvári egyházmegye nélkül is 33 lett volna, a közbeeső idő alatt 23-ra szállott le, úgyhogy egyházmegyéik beosztásán is kénytelenek voltak változtatni. A tervezett brassói, ötvárosi, aradi és bánsági egyházmegyék közül egyesíteniök kellett a két utóbbit. Azóta az újonnan keletkezett bukarestivel, valamint az oltszakadátival, halmágyival és kiskapusival szaporodott az egyházak száma, viszont 1940-ben kevés időre megapadt az ötvárosi egyházmegyét alkotókkal, melyek ideiglenesen visszakerültek Magyarországhoz. 1932-ben elhunyt felügyelőjének helyére 1933-ban Purgly Lászlót választotta az egyházkerület, melynek 1940-ben meghalt az első püspöke is. Helyét még abban az évben Argay György temesvári lelkész foglalta el.